# Open House Praha

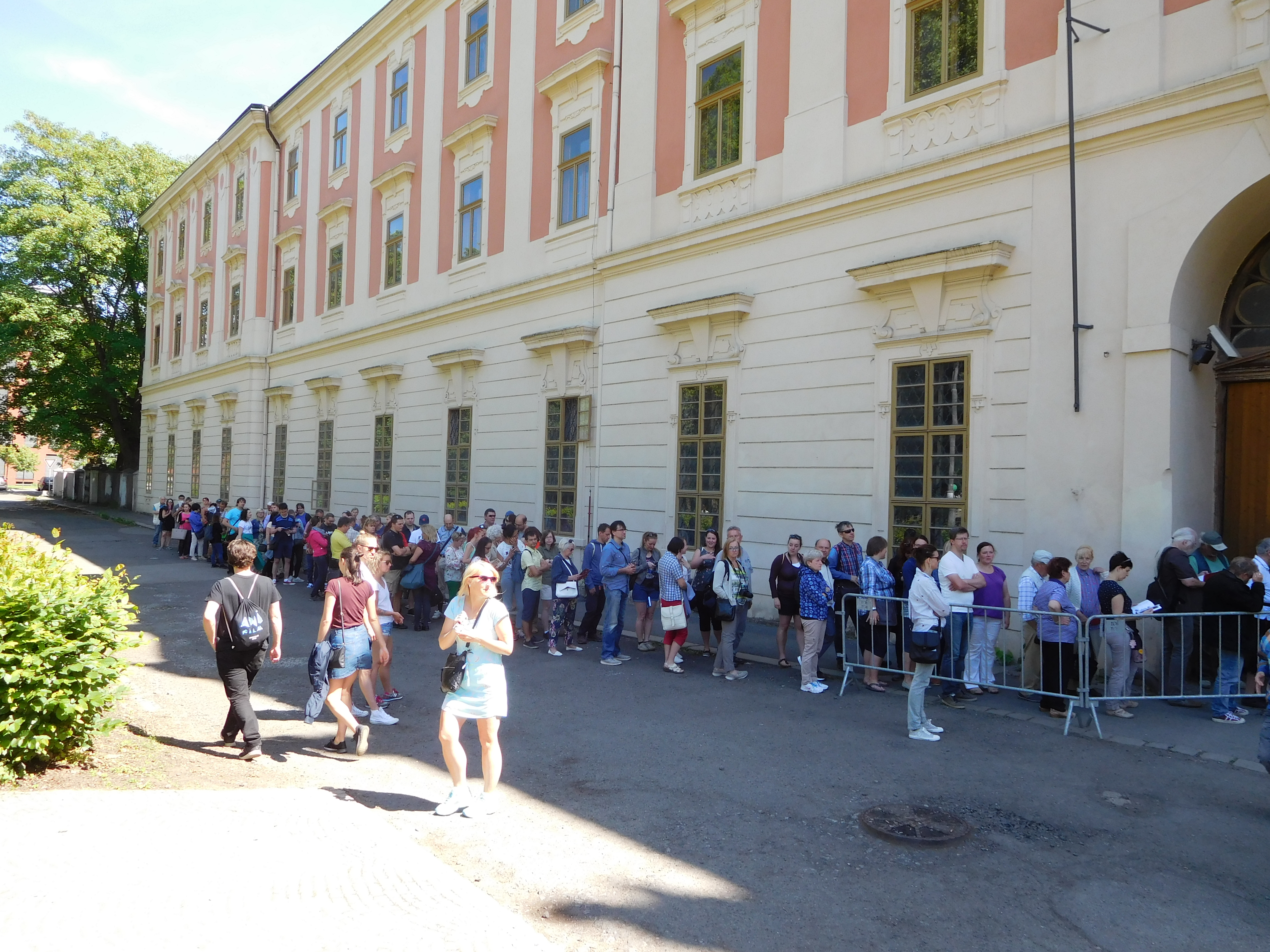
Návštěvníci čekající na prohlídku Invalidovny během akce Open House Praha 2018

Open House Praha je českou součástí mezinárodní sítě festivalů městské architektury Open House Worldwide. Od roku 2015 se v Praze během jednoho květnového víkendu volně otevírají široké veřejnosti běžně nepřístupné budovy.

## Historie vzniku
Festival Open House založila roku 1992 v Londýně ředitelka neziskové organizace Open City Victoria Thornton. Ta je považována za jednu z předních postav v oblasti vzdělávání a architektury, protože podněcuje debaty a dialog mezi odborníky a laickou veřejností ohledně vlivu okolní architektury na náš každodenní život. Cílem festivalu Open House je posílit vztah obyvatel města k architektuře i veřejnému prostoru, který je obklopuje.
| „                   | Nechtěla jsem vytvořit klasickou výstavu architektury, protože ta je často doprovázena profesionálními termíny, které nejsou všem blízké, a tudíž je jen pro úzký okruh lidí. Vznikl proto koncept “výstavy” skutečných budov, kterých se můžete dotknout a které na vás působí v kontextu vašeho města. Proto Open House míchá budovy různých stylů a využití, protože právě ty tvoří současné město. Toto bych ráda zdůraznila, protože je to hlavní rozdíl oproti ostatním akcím, které se většinou zaměřují na kulturní dědictví v podobě historických památek. | “ |
| — Victoria Thornton | |   |

Úspěšný koncept projektu Open House Worldwide postupně přebrala další významná města nejen v Evropě (Barcelona, Lisabon, Řím, Athény, Londýn) ale i na dalších kontinentech (New York, Buenos Aires, Monterrey, Jeruzalém, Melbourne). Výjimku mezi městy představuje Slovinsko, kde akce probíhá současně na několika různých místech.

## Open House Praha
Nezisková organizace Open House Praha, z. ú., získala pro pořádání festivalu licenci z Londýna v roce 2014. O rok později se konal jeho první ročník a Praha se tak zařadila do celosvětové sítě festivalů Open House Worldwide. Zakladatelkou a ředitelkou je Andrea Šenkyříková.
Festival se koná pod záštitou primátora hl. m. Prahy a starostů jednotlivých městských částí. Patronkou akce je významná česká architektka působící v Londýně Eva Jiřičná, která stála u zrodu londýnského festivalu Open House a 20 let byla jeho součástí.
Během jednoho květnového víkendu se návštěvníci v Praze mohou podívat do různorodých budov a prostorů. Program nabízí například historické paláce, honosné vily, moderní kancelářské komplexy, ale i stavby technické a industriální. Většina objektů je otevřena v sobotu i v neděli od 10.00 do 18.00 hodin, vstup je zdarma.
Provázení zajišťují dobrovolníci.
| Ročník | Rok  | Datum konání   | Zpřístupněné objekty | Počet návštěvníků |
| ------ | ---- | -------------- | -------------------- | ----------------- |
| 1.     | 2015 | 16.–17. května | 33                   | 35 000            |
| 2.     | 2016 | 14.–16. května | 51                   | 48 000            |
| 3.     | 2017 | 13.–14. května | 43                   | 43 000            |
| 4.     | 2018 | 19.–20. května | 65                   | 54 000            |
| 5.     | 2019 | 18.–19. května | 80                   | 76 200            |
| 6.     | 2020 | 5.–6. září     | 66                   | 33 000            |
| 7.     | 2021 | 2.–8. srpna    | 80                   | 53 000            |
| 8.     | 2022 | 16.–22. května | 101                  | 64 000            |
| 9.     | 2023 | 20.–21. května | 107                  | 83 000            |
| 10.    | 2024 | 18.–19. května | 115                  |                   |

### Zpřístupněné budovy

#### 2015
| - Art Gen - Danube House (společnost Ackee) - Dům odborových svazů - Dům U Dvou zlatých medvědů - Elektrárna Štvanice - Fakulta elektrotechnická ČVUT - Fakulta strojní ČVUT - Florentinum - Fusion Hotel - Institut plánování a rozvoje hl. m. Prahy - Invalidovna | - Klášter svaté Anežky České (Národní galerie) - Kramářova vila - Libeňský plynojem - Main Point Karlin (společnost VIG ČR) - Masarykovo nádraží - Ministerstvo průmyslu a obchodu - Ministerstvo zemědělství - Nákladové nádraží Žižkov - Negrelliho viadukt - Palác Kinských (Národní galerie) - Palác Langhans | - Palác Lucerna - Palác Metro - Parní mlýny - Port#58 - Port X - Skleněný palác - Strahovský klášter (Památník národního písemnictví) - Tančící dům - Ústřední telekomunikační budova CETIN - Velodrom na Třebešíně - Zlatý Anděl |

#### 2016
| - 12 LOFTS - Areál Podkovářská - Dům odborových svazů - Dům U Dvou zlatých medvědů - Dům U Kamenného zvonu - Dům U Zlatého rohu - Elektrárna Štvanice - Enterprise - Fakulta elektrotechnická ČVUT - Fakulta strojní ČVUT - Filadelfie - Gymnázium Jana Keplera (sportovní hala) - Institut plánování a rozvoje hl. m. Prahy - Invalidovna - Kramářova vila - Main Point Karlin (společnost VIG ČR) - Malá vila (Památník národního písemnictví) | - Masarykovo nádraží - Nádraží prezidenta Wilsona - Nákladové nádraží Žižkov - Národní technická knihovna - Nile House - Nový svět práce - Palác Archa - Palác Lucerna - Palác Metro - Parní mlýny (společnost Etnetera) - Parní mlýny (společnost HBO Europe) - Petschkův palác (Ministerstvo průmyslu a obchodu) - Pivovar Staropramen - Port#58 - Port X - Quadrio - Rezidence primátora hl. m. Prahy | - Sazka (hlavní budova) - Salmovský palác (Národní galerie) - Schwarzenberský palác (Národní galerie) - Skleněný palác - Společenské centrum Bethany - Strahovský klášter (Památník národního písemnictví) - Studio Prám - Šternberský palác (Národní galerie) - Thomayerova nemocnice (kryt) - ÚOCHB AV ČR (historická budova) - ÚOCHB AV ČR (moderní budova) - Ústřední telekomunikační budova CETIN - Velodrom na Třebešíně - Vysoká škola chemicko-technologická - Základní škola Duhovka - Zlatý Anděl |

#### 2017
- | - Areál Podkovářská - Danube House (společnost Ackee) - Dům módy - Dům U Dvou zlatých medvědů - Enterprise - Evangelický hřbitov ve Strašnicích - Fakulta elektrotechnická ČVUT - Fakulta strojní ČVUT - Filadelfie - Gymnázium Duhovka - Institut plánování a rozvoje hl. m. Prahy - Invalidovna - Kramářova vila - Libeňský plynojem - Main Point Karlin (společnost VIG ČR) | - Malá vila (Památník národního písemnictví) - Masarykovo nádraží - Ministerstvo průmyslu a obchodu - Nádraží Praha-Bubny - Nádraží prezidenta Wilsona - Nákladové nádraží Žižkov (společnost 1435mm) - Národní dům v Karlíně - Palác Archa - Palác Křižík II (společnost Seznam.cz) - Palác Lucerna - Palác Metro - Palác Metro (Divadlo Image) - Parní mlýny (společnost Etnetera) - Parní mlýny (společnost HBO Europe) | - Port X - Quadrio - Salabka - Sazka (hlavní budova) - Skleněný palác - Společenské centrum Bethany - Studio Prám - Thomayerova nemocnice (kryt) - Ústřední telekomunikační budova CETIN - Velodrom na Třebešíně - Vila Lanna - Winternitzova vila - Základní škola a mateřská škola Bílá - Základní škola Duhovka |

#### 2018
- | - Areál Podkovářská - Areál Tesla - Centrum architektury a městského plánování (CAMP) - Clam-Gallasův palác - Činžovní dům v ulici Čechova od architekta Kamila Roškota - Danube House (společnost Ackee) - Delta - Desfourský palác - Drn - Dům U Dvou zlatých medvědů - Ďáblický hřbitov - Evangelický hřbitov ve Strašnicích - Expo 58 (společnost Havas) - Fakulta elektrotechnická ČVUT - Fakulta strojní ČVUT - Filadelfie - Grabova vila - Greenline (společnost SCS Software) - Gymnázium Duhovka - Gymnázium Jana Keplera - Hotel International Praha - Institut plánování a rozvoje hl. m. Prahy | - Invalidovna - Kostel svaté Anny – Pražská křižovatka - Kramářova vila - Libeňský zámek - Main Point Karlin (společnost VIG ČR) - Malá vila (Památník národního písemnictví) - Masarykovo nádraží - Mateřská škola Duhovka - Ministerstvo zemědělství - Místodržitelský letohrádek - Nádraží Praha-Bubny - Nádraží prezidenta Wilsona - Národní dům v Karlíně (ČRo Regina a Region) - Národní technická knihovna - Obecní dvůr - Palác Archa - Palác Ericsson - Palác Křižík II (společnost Seznam.cz) - Palác Metro - Palác Metro (Divadlo Image) - Parní mlýny (společnost Etnetera) - Parní mlýny (společnost HBO Europe) | - Petschkův palác (Ministerstvo průmyslu a obchodu) - Port#58 - Port X - Pragovka Art Disrict - Pražské kreativní centrum - Quadrio - Raiffeisen stavební spořitelna (hlavní sídlo) - Schebkův palác (společnost CERGE-IN) - Společenské centrum Bethany - Studio Prám - Tyršův dům - Tyršův dům – Michnův palác - ÚOCHB AV ČR (historická budova) - ÚOCHB AV ČR (moderní budova) - Ústřední telekomunikační budova CETIN - Velodrom na Třebešíně - Vinařství Salabka - Winternitzova vila - Základní škola a mateřská škola Bílá - Základní škola Duhovka - Zátkova sodovkárna (společnost Ogilvy) |

#### 2019
- | - Akademie výtvarných umění v Praze - Parní mlýny (společnost Etnetera) - Parní mlýny (společnost HBO Europe) - Amazon Court - Centrum architektury a městského plánování - Cubex Centrum Praha - Delta - Desfourský palác - Disk, divadelní scéna DAMU - Dock in Two - Dům pážat pánů z Martinic - Dům U Dvou zlatých medvědů - Dům U Kamenného zvonu - Dům zemědělské osvěty - Ďáblický hřbitov - Evangelický hřbitov ve Strašnicích - Fakulta elektrotechnická ČVUT - Fakultní ďáblická škola - Filadelfie - Filosofický ústav AV ČR, Sociologický ústav AV ČR - Forum - Greenline (společnost SCS Software) - Gymnázium Duhovka - Gymnázium Jana Keplera - Historický parník Vyšehrad - Hotel International Praha - Hrzánský palác - Hvězdárna Ďáblice | - Institut plánování a rozvoje hl. m. Prahy - Invalidovna - Kaple Nejsvětější Trojice a sv. Václava v Ďáblicích - Kaple svatého Václava na Vinohradském hřbitově - Komunitní centrum Vlna Ďáblice - Kostel svaté Anny – Pražská křižovatka - Krematorium Strašnice - Laichterův dům - Lichtenštejnský palác - Masarykovo nádraží - Mezifakultní centrum environmentálních věd II – Katedra zahradní a krajinné architektury A Libosad České zemědělské univerzity v Praze (ČZU) - Muzeum studené války, protiatomový kryt v hotelu Jalta - Nádraží prezidenta Wilsona - Národní dům v Karlíně (ČRo Regina a Region) - Nová budova ČVUT v Praze - Fakulta architektury ČVUT - Nová obřadní síň na Olšanských hřbitovech - Obecní dům Ďáblice - Palác Dunaj - Palác Ericsson - Palác Křižík II (společnost Seznam.cz) - Palác Lucerna - Palác Metro - Palác Metro (Divadlo Image) - Petschkův palác (Ministerstvo průmyslu a obchodu) - Port X - Pražské kreativní centrum | - Quadrio - Radniční domy - Raiffeisen stavební spořitelna (hlavní sídlo) - Rezidence Červený dvůr - Rezidence Modřanka - Rezidence Myslíkova - Rezidence primátora hl. města Prahy - Schebkův palác (společnost CERGE-IN) - Společenské centrum Bethany - Štenclův dům (coworking Opero) - Trauttmansdorffský palác - ÚOCHB AV ČR (historická budova) - ÚOCHB AV ČR (moderní budova) - Ústřední telekomunikační budova CETIN - Veletržní palác (Národní galerie Praha) - Velký strahovský stadion - Velodrom na Třebešíně - Visionary - Visionary (prémiové kanceláře a coworking Business Link Visionary) - Vodárenská věž na Letné - Všeobecný penzijní ústav - Radost - Vysoká škola chemicko-technologická v Praze - Winternitzova vila - Základní škola a mateřská škola Bílá - Zámek Troja (Galerie hlavního města Prahy) - Zeitraum Student Hausing |

#### 2022
- | - Praha Masarykovo nádraží - Městské lázně Žižkov - Petschkův palác - Praha-Bubny (nádraží) - Národní dům (Karlín) - správní budova Vyšehrad - Národní technická knihovna - Národní zemědělské muzeum - NN IT Hub - Krenovka - Nová synagoga (Libeň) - Novoměstská sokolovna - Nuselská radnice - Obecní dům Ďáblice - Olšanské hřbitovy - Palác Adria | - Palác ARA - Palác Ericsson - Kongresové centrum Praha - Palác Metro - Pragovka Art District - Quadrio - Nová radnice Prahy 12 - Rezidence primátora hlavního města Prahy - Budovy Sdružení projektových ateliérů - Sochařský ateliér Jana Laudy - Benešovo státní reálné gymnázium - Šalounova vila - Štencův dům - Švandovo divadlo na Smíchově - Vysoká škola uměleckoprůmyslová v Praze - The Fizz Prague | - Thunovský palác (Thunovská) - Trmalova vila - Usedlost Cibulka - Ústav organické chemie a biochemie Akademie věd České republiky - Veletržní palác - Velký strahovský stadion - Velodrom Třebešín - Lannova vila (Bubeneč) - Vlašský špitál - Letenská vodárenská věž - Dům Radost - Výstaviště Praha - Winternitzova vila - Komořany (zámek) - Zbraslavská zvonárna – Muzeum zvonařství rodu Manoušků - Zeitraum Student Housing |

## Přehled zapojených měst
- | - Athény (2013) - Barcelona (2010) - Belfast (2015) - Bilbao (2016) - Brisbane (2010) - Brno (2018) - Buenos Aires (2012) - Cork (2014) - Curych (2016) - Dublin (2005) - Gdyně (2012) - Helsinky (2007) - Chicago (2011) | - Jeruzalém (2007) - Lagos (2016) - Limerick (2012) - Lisabon (2012) - Londýn (1992) - Madrid (2015) - Melbourne (2008) - Milán (2015) - Monterrey (2014) - New York (2002) - Oslo (2007) - Perth (2012) | - Porto (2015) - Praha (2014) - Řím (2011) - San Diego (2017) - Santiago de Chile (2017) - Slovinsko (2010) - Soluň (2012) - Stockholm (2016) - Tel Aviv (2007) - Turín (2017) - Vídeň (2012) - Vilnius (2014) |